# Le Troisième Homme (roman)
Pour l’article homonyme, voir Le Troisième Homme.
Le Troisième Homme (The Third Man) est un court roman noir de l'auteur britannique Graham Greene, paru en 1950, écrit comme un travail préparatoire à son scénario pour le film homonyme, il a été publié après la sortie du film.
Le livre raconte sous forme littéraire romanesque, et avec peu de variations, le contenu du film Le Troisième Homme de Carol Reed, en creusant certains aspects des rapports initiaux entre Rollo (Holly dans le film) Martins et Harry Lime, antérieurs à l'action du film.
Dans l'édition française, ce court roman est suivi de la nouvelle Première Désillusion.

## Résumé
L’intrigue est assez simple, tout l’intérêt de l’œuvre résidant dans l’atmosphère qui restitue la Vienne mutilée de l’après-guerre. Un écrivain mineur, Rollo Martins, spécialisé dans les westerns, se rend à Vienne à l’invitation d’un ami de jeunesse, Harry Lime. Il est rapidement confronté au décès suspect de ce dernier, et est placé sous surveillance par le chef de la police britannique des forces d’occupation, le Colonel Calloway. Il décide alors d’enquêter sur la mort de son ami, et se lance à la recherche des personnes qui ont été en contact avec lui, en particulier une jeune actrice, Anna, qui était la petite amie d’Harry. Son enquête, contrariée par divers évènements, en particulier la mort de certains  de ses contacts, lui apprend que, contrairement aux premiers constats, trois hommes, et non deux, étaient présents lors de l’accident qui a coûté la vie à Harry. 
Alors qu’il commence à éprouver un tendre sentiment pour Anna, Rollo Martins aperçoit dans la rue, de nuit, une silhouette qui lui rappelle Harry, et commence à éprouver un doute sur la réalité de sa mort. Le Colonel Calloway lui ouvre les yeux sur le personnage de Harry, en lui disant que celui-ci est au centre d’un sordide trafic de pénicilline frelatée, qui a provoqué la mort d’enfants soignés dans des hôpitaux, et qu’il doit être neutralisé. 
Rollo finit par localiser Harry et lui fixe un rendez-vous au parc d’attractions du Prater, en zone soviétique. Harry, sifflotant le thème musical qui sera rendu célèbre par l’interprétation d’Anton Karas dans le film, convainc Rollo de monter avec lui sur la Grande roue, et lui expose ses vues sur le monde. Rollo, craignant pour sa vie, l’écoute, mais, une fois redescendu, le dénonce à la police. S’engage alors une poursuite dans les égouts, qui aboutit à la mort de Harry, abattu par Rollo d’un coup de révolver. 
Le roman prend fin au cimetière, au cours des vraies funérailles de Harry, le « troisième homme » (les premières obsèques étaient celles d’un de ses comparses, tué par lui pour brouiller sa piste). Anna s’enfonce dans la grisaille et part seule, laissant Rollo retourner en Angleterre.

## Honneurs
- Le Troisième Homme occupe la 72e place au classement des cent meilleurs romans policiers de tous les temps établie en 1990 par la Crime Writers' Association.
- Le Troisième Homme occupe également la 48e place au classement américain des cent meilleurs livres policiers établi en 1995 par l'association des Mystery Writers of America.